# Astragalus ibrahimianus
Astragalus ibrahimianus är en ärtväxtart som beskrevs av René Charles Maire. Astragalus ibrahimianus ingår i släktet vedlar, och familjen ärtväxter. Inga underarter finns listade i Catalogue of Life.